# Menšinová vláda
Menšinová vláda je pojem, kterým se obecně označuje situace, kdy vládnoucí strana či koalice nedisponují většinou křesel v parlamentu. Znamená to tedy, že exekutiva nemá zajištěnou jistou stranickou podporu v rámci legislativního tělesa pro návrhy, které se chystá realizovat. Spoléhá se však na podporu stran, které nejsou přítomny ve vládnoucím bloku. Tuto podporu mohou vyjádřit buď tím, že přímo podpoří vládou předkládané návrhy, nebo tím, že jejich poslanci nebudou přítomni na jednání o vládních návrzích, čímž sníží množství hlasů potřebné pro schválení návrhů a umožní tím vládnoucí straně schválit navrhovanou legislativu.

## Širší definice a politologické přístupy k menšinovým vládám
Menšinová vláda se neustále nachází v situaci, kdy stačí, aby opozice použila všechny mandáty, kterými disponuje a vláda může zaniknout skrze vyslovení nedůvěry. K tomu však často nedochází, i přesto, že by to teoreticky měl být první krok, který opozice provede. Často se však stane, že strany zastoupené v opozici se nejsou schopny sjednotit, případně jim může vyhovovat určitá forma spolupráce s vládou, například pro prosazení části jejich politického programu. Většina politologů zabývajících se tímto tématem se tedy zaměřuje na to, co vede opozici k tomu, aby menšinové vládě nevyslovila nedůvěru. Dle „racionální teorie menšinových vlád“, vypracované K. Stromem, pro opoziční strany může být výhodné i nevstoupit do vlády, neboť jim větší zisk na poli prosazování jejich politiky přinese opoziční aktivita. Pokud budou opoziční strany blokovat legislativu, se kterou přichází jejich političtí oponenti, u voličů jim vzroste popularita, z čehož vychází, že opoziční straně zajistí neúčast na aktuální vládě lepší pozici při dalších volbách a tudíž se pro ně bude neúčast na vládě rovnat zisku. Jako další odůvodnění tohoto chování se často uvádí snaha politické strany vyhnout se odpovědnosti za nepopulární rozhodnutí, o kterých předpokládá, že budou muset být provedena nadcházející vládou.

## Debata o menšinových vládách v politologii
Problematikou koalic se zabývala část politologické obce, která se věnovala teorii her a racionální volby. H. W. Riker ve své teorii koalic (1962) a jeho následovníci tvrdili, že se při skládání koalic jedná o hru s nulovým součtem, takže nejlogičtějším výsledkem koaličního jednání je vznik minimální vítězné koalice. Minimální vítězná koalice je stav, kdy se vládnoucí koalice utvoří z nejmenšího možného počtu členů při kterém koalice disponuje parlamentní většinou. Jak velké koalice, tak menšinové vlády jsou v tomto modelu deviací. Tento přístup k menšinovým vládám jako kompromisním řešením pro krizové situace dlouho mezi politology převažoval. Například autoři Herman a Pope představili pět situací, při kterých ke vzniku koalic dochází, ze kterých vychází, že se jedná o kompromisní řešení:
1. za situace, kdy se očekává, že volební výsledek umožní vznik jednobarevné většinové vlády, ovšem k tomu nedojde.
2. stranický systém státu disponuje takovou mírou imobility, že k vytvoření většinové vlády nemůže dojít.
3. specifické podmínky nutí celý stranický systém k tomu, aby stávající vláda zůstala u moci (změna ústavy, všeobecné volby).
4. předchozí koalice se rozpadla a část členů zůstává u moci, dokud se nevytvoří nová vládní koalice.
5. politické straně chybí pouze několik křesel k tomu, aby disponovala většinou, a tak spoléhá, že pro své návrhy vždy několik hlasů získá.

Tomuto přístupu oponoval K. Strom, který tvrdí, že zastánci teorie her při svém zařazení menšinových vlád nezohlednili možnost, že by pro opozici mohlo být výhodné, nepodílet se na vládě.

## Výskyt menšinových vlád
I přes zdánlivou nestabilitu a v podstatě určitý rozpor s tím, jak byly ústavy demokratických politických systémů konstruovány, je tento jev poměrně častý. Mezi lety 1945–1987 se v evropských demokraciích vyskytoval skoro ve třetině případů. Menšinové vlády jsou typické například pro Dánsko a Švédsko, kde jsou menšinové vlády dokonce častější, než většinové. Menšinové vlády pak jsou poměrně časté v italském politickém systému a ve Finsku. V historii České republiky lze nalézt několik případů menšinových vlád. Asi nejznámějším případem je vláda Miloše Zemana z roku 1998, ustanovena tzv. Opoziční smlouvou, dále pak druhá vláda Václava Klause, kde se poslanci ČSSD při hlasování o důvěře nedostavili do parlamentu, díky čemuž byla vládě vyslovena důvěra. V Švédském a Dánském politickém systému jsou menšinové vlády podporovány institucionálně skrze negativní parlamentarismus. Ve Španělském prostředí se opírají o tichou podporu regionálně vymezených stran v jednotlivých regionech, které se odmítají podílet na celostátním vládnutí.